# Kasangulu
Kasangulu är en ort i Kongo-Kinshasa, huvudort i territoriet med samma namn. Den ligger i provinsen Kongo-Central, i den västra delen av landet, 30 km sydväst om huvudstaden Kinshasa.